# 卢茨·阿尔特波斯特
卢茨·阿尔特波斯特（德語：Lutz Altepost，1981年10月6日—），德国男子皮划艇运动员。他曾代表德国参加2004年和2008年夏季奥林匹克运动会皮划艇比赛，其中2008年奥运会获得一枚铜牌。